# Comuna Ricikî, Koreț
Ricikî (în ucraineană Річки) este o comună în raionul Koreț, regiunea Rivne, Ucraina, formată din satele Hannivka, Kopîtiv, Kozak, Riceciîna și Ricikî (reședința).

## Demografie
Componența lingvistică a comunei Ricikî
     Ucraineană (99,42%)
     Alte limbi (0,58%)
Conform recensământului din 2001, majoritatea populației comunei Ricikî era vorbitoare de ucraineană (99,42%), existând în minoritate și vorbitori de alte limbi.